# Tom Dula
Tom Dula (Thomas C. Dula) también conocido como "Tom Dooley" , (22 de junio de 1845, Condado de Wilkes (Carolina del Norte), Estados Unidos - 1 de mayo de 1868, Statesville, Condado de Iredell, Carolina del Norte, Estados Unidos) fue un soldado del Ejército de los Estados Confederados, que fue juzgado, declarado culpable y ahorcado por el asesinato de su novia, Laura Foster. Es conocido por la canción popular que lleva su nombre. Vivió solamente 22 años. 

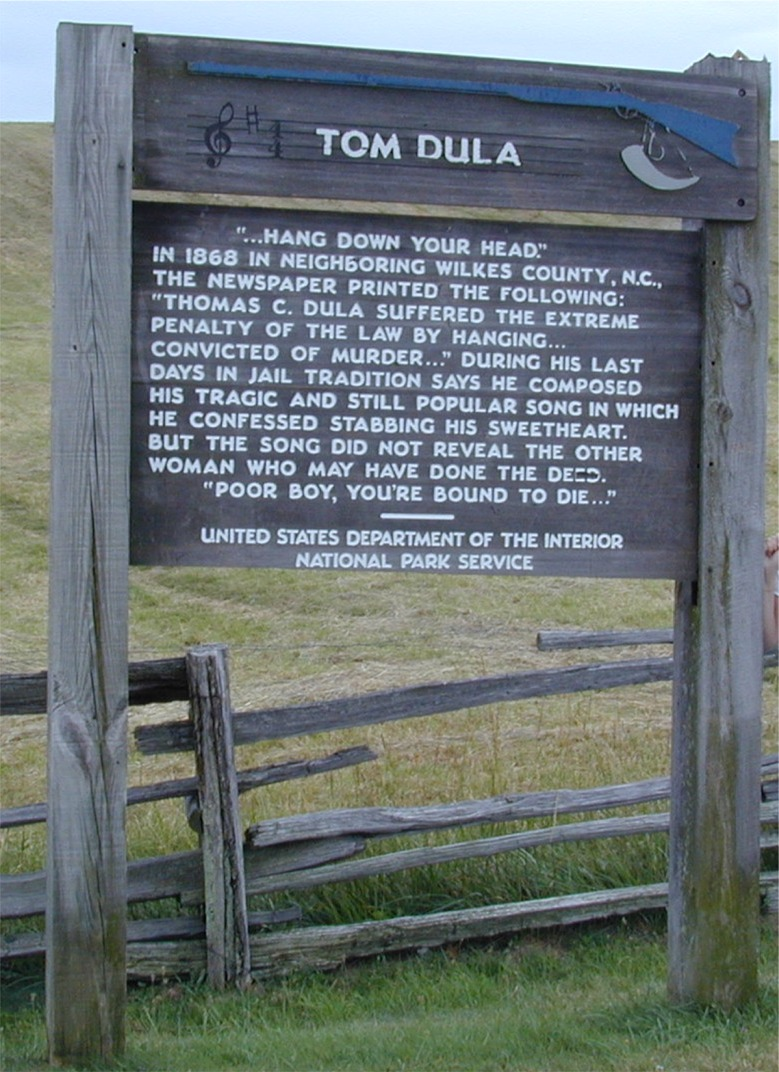
Recordando a Tom Dula en la carretera turística Blue Ridge Parkway.

Fue un peón de granja y soldado confederado. Su juicio y ejecución recibió importante publicidad nacional en Estados Unidos en periódicos como The New York Times, convirtiendo así la historia de Dula en una leyenda popular.
Hubo bastante polémica en torno a su condena y ejecución.
Posteriormente, hizo su aparición una canción popular (con el título "Tom Dooley", basada en la pronunciación en el dialecto local), basada en muchas de las tradiciones orales transmitidas en relación con los acontecimientos sensacionalistas que rodearon el asesinato de Laura Foster y posterior ejecución de Dula.
The Kingston Trio grabó una exitosa versión de la balada en 1958, vendiendo 6 millones de discos. El nombre de la balada es "Hang Down Your Head, Tom Dooley".
La historia de Tom Dula fue filmada en 1959 con Michael Landon en el papel de Dula. El grupo teatral de la localidad, Wilkes Playmakers, representa cada año una pieza sobre el ahorcado.

## Comienzos
Tom Dula nació en el seno de una pobre familia rural de los Apalaches en el Condado de Wilkes, Carolina del Norte, muy probablemente el más joven de tres hermanos, con una hermana menor llamada Eliza. Dula creció, concurrió a la escuela, y "probablemente jugó con las niñas Fosters", Ann (posteriormente Melton), y Laura, su prima más joven. Cuando los niños crecieron, Tom y Ann aparentemente estrecharon lazos. Tres meses antes de cumplir 18 años, el 15 de marzo de 1862, se alistó en el Ejército Confederado. Dula fue soldado en la Compañía K en el regimiento de Infantería de Carolina del Norte 42, donde permaneció hasta el final de la guerra en 1865. Curiosamente, existe alguna evidencia que permitiría suponer que Dula sabía leer y escribir, ya que según testimonios de la época, escribió un relato de 15 páginas sobre su vida, así como también la carta en la que exoneraba a Ann Melton. Su alfabetismo es sumamente raro dado el contexto de su existencia y el grado de pobreza en el que creció.

## Servicio Militar
En contra de lo que decían los periódicos de la época, Dula no prestó servicios en el Regimiento N 26 al mando de Zebulon Vance de Carolina del Norte. Lo cual hace que también deban ser falsos los rumores sobre que “tocaba el banjo” en la banda del regimiento para deleite del Coronel, o que entretenia al Coronel Vance con sus habilidades. Estos supuestos hechos son esgrimidos como las razones por las cuales el Gobernador Vance creyó en la inocencia de Tom, o consideró defender a un veterano de guerra confederado en un caso de alta exposición que podría beneficiarlo políticamente. Contrariamente a lo que han sostenido el folclore, la tradición oral y los escritores modernos, Dula no salió de la guerra indemne. En efecto, Dula sufrió varias heridas en las batallas. Sus dos hermanos perecieron en la guerra, por lo que Tom pasó a ser “el único niño que le quedó” a su madre.

## El asesinato de Laura Foster
A su regreso de la guerra, Dula se entera de que Ann se ha casado con James Melton. Dada su reputación de libertino, no llevó mucho esfuerzo a Dula estrechar su relación con la joven Laura. Ella quedó embarazada al poco tiempo y Dula y ella decidieron escaparse. La noche en que se iba a encontrar con Dula, el 26 de mayo de 1866, ella dejó su hogar y no se la volvió a ver con vida. Aunque no se sabe a ciencia cierta que sucedió esa noche, muchas de las historias del folclore de la época implican a Ann Melton de alguna forma. Algunos creen que Ann podría haber asesinado a su prima Laura porque todavía estaba enamorada de Dula y tenía celos de que se casara con él; otros creen que Dula sabía o sospechaba que Ann había asesinado a Laura, pero debido a que aún amaba a Ann se negó a implicarla aún luego de ser arrestado y cargó con toda la culpa por el asesinato. De hecho, fue la información que brindó Ann la que permitió descubrir el cuerpo de Laura. Esta había sido apuñalada varias veces con un gran cuchillo. La naturaleza sanguinaria del asesinato, combinada con el hecho de que estaba embarazada cuando la mataron, capturó la atención del público y dio notoriedad al crimen.
No es claro cual fue el rol de Dula en la matanza.  ya que huyó apenas el cuerpo de Laura fue descubierto– al ser declarado sospechoso– trabajando durante algún tiempo con el Coronel James Grayson, en Watauga County, antes de refugiarse del otro lado de la frontera del estado en Trade, Tennessee. Grayson es mencionado en el folclore como un supuesto rival romántico de Dula, aunque esto no es cierto. Es solo una inferencia falsa originada en la letra de la balada y fue tomando mayor difusión en la medida que los hechos reales fueron siendo olvidados. Sin embargo, Grayson ayudó al Condado de Wilkes a capturar a Dula, una vez que su identidad fue descubierta.

### Juicio
Luego de que Dula fuera arrestado, Zebulon Vance, ex- Gobernador de Carolina del Norte, asumió su defensa pro bono y mantuvo la inocencia de Dula contra todos los cargos en su contra. Inicialmente tuvo éxito en conseguir que el juicio fuera mudado desde Wilkesboro a Statesville, ya que había un gran consenso de que Dula no tendría un juicio justo en el Condado de Wilkes. Sin embargo, Dula fue encontrado culpable y aunque se le brindó un nuevo juicio luego de que apelara, fue nuevamente encontrado culpable. Su supuesto cómplice, Jack Keaton, fue puesto en libertad y, gracias a la declaración de Dula, Ann fue liberada de toda culpa. Mientras estaba en el patíbulo esperando su destino, se dice que dijo, “Señores, ¿ven esta mano? Yo no le toqué un pelo de la cabeza de esa joven”. Fue ejecutado el 1 de mayo de 1868, casi dos años después del asesinato de su novia. Su hermana menor y su esposo recobraron su cuerpo luego de la ejecución y le dieron sepultura.